# 鈕翔青
鈕翔青（？年—？年），名瑗，字翔青，以字行，浙江省湖州府歸安縣人，宣統三年進士。

## 生平
- 光緒二十八年壬寅（1902年）四月，年20，自費至東京，入手工學校[2]，六月，駐日本公使蔡鈞對於希望進入成城學校的私費留學生鈕瑗等九人，以「私費留學不能作保」的理由拒絕保證，因這樣不公平的對待而激憤起來的留學生們發起成立青年會[7]。
- 光緒三十四年（1908年）春，入學北洋大學堂工科採礦冶金學門乙班生[8]，宣統三年畢業。
- 宣統二年，北洋大學堂預科補習期滿，獎給拔貢生[9]。
- 宣統三年三月，學部會考北洋大學堂畢業學生，得71.19分，列優等[10]
- 宣統三年四月，賞給進士出身，改為翰林院庶吉士[11]。

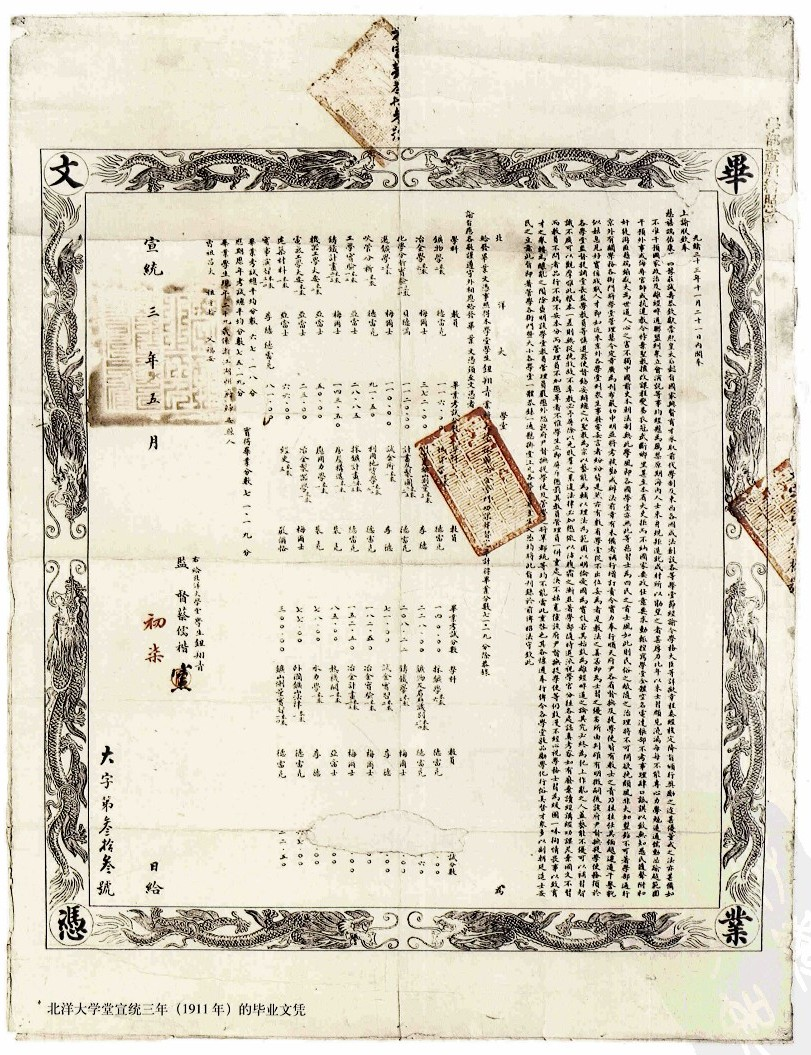
宣統三年進士鈕翔青畢業文憑

- 先就讀於上海南潯公學，後赴日本，回國後就讀於天津北洋大學。畢業後，先後在河北開灤煤礦、浙江長興煤礦及江山煤礦任職多年，後擔任杭州造幣廠技術科長[12]。
- 日偽杭州自治委員會四、五、六、三五保聯保主任[13]

## 著作
- 《清俄關係》，日本綠岡隱士著，鈕瑗譯，1903上海維新數據，1930上海會文堂
- 「調查金華道屬礦產報告書」，前浙江實業司技士鈕翔青，《中華實業界》第二卷第二期，1915年2月10日
- Niu.H.C(浙江財政廳技術員鈕翔青):「調查浙江諸暨縣鋅礦報告」（民國四年十一月） 《農商公報》，五卷三冊第51期，1918年10月15日
- 鈕翔青:「調查甌海道屬礦業情形報告書」（民國四年夏季） 《農商公報》，五卷十一冊第59期，1919年6月15日
- 「浙江瑞安平陽鐵礦（鐵砂）」 鈕翔青 浙江省地質檔案館館藏地質資料
- 「浙江永嘉鉛鋅礦」 鈕翔青 浙江省地質檔案館館藏地質資料